# Яблоновка (Хорошевский район)
Яблоновка (укр. Яблунівка; до 1946 года — Колония-Францдорф) — село в Хорошевском районе Житомирской области Украины. Основано в 1831 году.
Население по переписи 2001 года составляет 27 человек. Почтовый индекс — 12120. Телефонный код — 4145. Занимает площадь 30 км².

## История
В 1946 году указом ПВС УССР село Колония-Францдорф переименовано в Яблоновку.

## Адрес местного совета
12120, Житомирская область, Хорошевский р-н, с. Краевщина, тел.: 3-37-39